# Károly Bartha
Károly Bartha, född 4 november 1907 i Budapest, död 4 februari 1991 i Boston, var en ungersk simmare.
Bartha blev olympisk bronsmedaljör på 100 meter ryggsim vid sommarspelen 1924 i Paris.